# حركة المشاركة الشعبية
حركة المشاركة الشعبية (بالإسبانية: Movimiento de Participación Popular) هي حزب سياسي في كولومبيا. في الانتخابات التشريعية التي أجريت في 10 مارس 2002، فاز الحزب بالتمثيل البرلماني كواحد من العديد من الأحزاب الصغيرة. في الانتخابات التشريعية المتزامنة لعام 2006، فاز الحزب بواحد من أصل 166 نائبًا ولم يكن هناك أعضاء في مجلس الشيوخ.